# Yellow Flicker Beat
"Yellow Flicker Beat" é uma canção gravada pela cantora e compositora neozelandesa Lorde para a trilha sonora do filme The Hunger Games: Mockingjay - Part 1. A canção foi lançada para download digital no dia 29 de setembro de 2014 pela Republic Records. Foi composta por Lorde (creditada como Ella Yelich-O' Connor) e Joel Little e produzida por Paul Epworth. "Yellow Flicker Beat", que acompanha uma produção eletrônica, foi caracterizado como uma canção art pop e electropop. Seu estilo foi comparado à de canções anteriores de Lorde, incluindo "Biting Down" de The Love Club EP (2013) e seu álbum de estreia Pure Heroine (2013). A letra da música faz referência a ascensão da heroína Katniss Everdeen. A canção foi nomeada a categoria de "Melhor Canção Original" na edição de 2015 do "Globo de Ouro", porém acabou perdendo para "Glory", dueto entre John Legend e Common, feita para o drama biográfico "Selma (filme)".

## Antecedentes
Em julho de 2014, a cantora anunciou que estaria envolvida com o longa-metragem. Além de compor a primeira canção para o filme, ela foi responsável pela tracklist da trilha sonora de todo o longa-metragem, segundo o site da revista americana, The Hollywood Reporter. Lorde já teve sua primeira  colaboração com a saga, no filme Jogos Vorazes: Em Chamas, com a faixa "Everybody Wants to Rule the World". De acordo com o estúdio responsável pela série, Lionsgate, Lorde se encontrou com o diretor Francis Lawrence no set de filmagem para conversar sobre a trilha sonora.
| “ | Seu talento e seu conhecimento sobre os personagens da série fizeram com que ela produzisse uma música que capturou a essência do filme. Sua paixão pelo projeto fez dela uma força criativa perfeita para selecionar as demais canções | ” |

## Recepção da Crítica
A canção recebeu comentários mistos diantes dos críticos especializados. Em sua review para a "Spin", Carley aclamou a letra "madura e metafórica de Yellow Flicker Beat". Enquanto isso, Chris Schulz, escrevendo para o jornal neozelandês  "The New Zeland Herald " percebeu uma semelhança muito grande entre o novo single e os trabalhos anteriores da cantora, lamentando que ela não tenha conseguido sair de sua "zona de conforto". Para a Billboard, "a voz poderosa de Lorde acentua a boa batida de Yellow Flicker Beat", dando-lhe uma nota de três e meio de cinco possíveis. A canção foi posta no quarto lugar das 50 melhores músicas de 2014 diante da "Cosmopolitan".

## Faixas
| Edição padrão |                       |                           |         |  |
| N.º           | Título                | Compositor(es)            | Duração |  |
| 1.            | "Yellow Flicker Beat" | Ella O'Connor Joel Little | 03:52   |  |

## Desempenho musical
| Tabela musical (2014)                                   | Melhor posição |
| ------------------------------------------------------- | -------------- |
| O campo songid é OBRIGATÓRIO PARA PARADA ALEMÃ          | 38             |
| Austrália (ARIA)                                        | 25             |
| Áustria (Ö3 Austria Top 75)                             | 35             |
| Bélgica (Ultratip Bubbling Under de Flandres)           | 3              |
| Canadá (Canadian Hot 100)                               | 21             |
| Estados Unidos (Billboard Hot 100)                      | 34             |
| Estados Unidos (Billboard Hot Rock & Alternative Songs) | 3              |
| Estados Unidos (Billboard Adult Alternative Songs)      | 10             |
| Estados Unidos (Billboard Alternative Airplay)          | 10             |
| França (SNEP)                                           | 93             |
| Hungria (Single Top 40)                                 | 16             |
| Irlanda (IRMA)                                          | 83             |
| Nova Zelândia (Recorded Music NZ)                       | 4              |
| Reino Unido (UK Singles Chart)                          | 71             |
| Suíça (Schweizer Hitparade)                             | 27             |

## Histórico de lançamento
| Região         | Data                   | Formato                 | Gravadora                     |
| -------------- | ---------------------- | ----------------------- | ----------------------------- |
| Austrália      | 29 de setembro de 2014 | Download digital        | Republic Records              |
| Bélgica        | 29 de setembro de 2014 | Download digital        | Republic Records              |
| Canadá         | 29 de setembro de 2014 | Download digital        | Republic Records              |
| Finlândia      | 29 de setembro de 2014 | Download digital        | Republic Records              |
| Alemanha       | 29 de setembro de 2014 | Download digital        | Republic Records              |
| Nova Zelândia  | 29 de setembro de 2014 | Download digital        | Republic Records              |
| Portugal       | 29 de setembro de 2014 | Download digital        | Republic Records              |
| Espanha        | 29 de setembro de 2014 | Download digital        | Republic Records              |
| Suíça          | 29 de setembro de 2014 | Download digital        | Republic Records              |
| Reino Unido    | 29 de setembro de 2014 | Download digital        | Republic Records              |
| Estados Unidos | 29 de setembro de 2014 | Download digital        | Republic Records              |
| Itália         | 29 de setembro de 2014 | Contemporary hit radio  | UMG                           |
| Estados Unidos | 29 de setembro de 2014 | Adult album alternative | Lava Records Republic Records |
| Estados Unidos | 29 de setembro de 2014 | Modern rock             | Lava Records Republic Records |